# Herb Madery
Herb Madery jest odwzorowaniem flagi Madery i przedstawia tarczę dzieloną na trzy równe pionowe pasy błękitno-złoto-błękitne. Pośrodku pasa złotego znajduje się krzyż Orderu Chrystusa. Nad tarczą w klejnocie znajduje się złota sfera (kula) armilarna. Trzymaczami są dwie szare foki (lwy morskie). Labry błękitno-złote. Pod tarczą wstęga z dewizą " Wyspy piękne i wolne".
Herb przyjęty został w 1991 roku.
Krzyż Orderu Chrystusa (Ordem dos Cavaleiros de Cristo) upamiętnia Henryka Żeglarza, który kolonizował niezamieszkane wcześniej wyspy. Sfera armilarna to instrument nawigacyjny używany przez Portugalczyków podczas wypraw i odkryć w XV wieku.